# AFC Champions League Elite 2025-26
De  AFC Champions League Elite 2025-26 zal de veertigste editie zijn van de AFC Champions League een jaarlijks voetbaltoernooi voor clubs uit Azië. Het toernooi wordt georganiseerd door de Asian Football Confederation.